# تتریکوس
تتریکوس با نام کامل گایوس پیوس اسوویوس تتریکوس (به لاتین: Gaius Pius Esuvius Tetricus) (سدهٔ سوم میلادی) امپراتور گل از ۲۷۱ تا ۲۷۴ و رقیب اورلیان، امپراتور وقت روم بود.

## زندگینامه
تتریکوس نجیب‌زاده‌ای گل‌تبار و از وابستگان ویکتورینوس، امپراتور گل و مادرش ویکتوریا بود. ویکتورینوس در ۲۷۱ به‌قتل رسید و پس از او تتریکوس که در آن زمان فرماندار آکوئتانیا بود با احتمالاً حمایت ویکتوریا که ثروت و نفوذ بالایی داشت بر تخت فرمانروایی نشست. دوران فرمانروایی او چندان طولانی نبود و در این مدت کوتاه، تورم پولی سدهٔ سوم به اوج خود رسید، قبایل ژرمنی سرزمین گل را مورد تهاجمی گسترده قرار دادند و شورش‌های پی‌درپی داخلی موقعیت او را در معرض تهدید قرار داد.
از سوی دیگر اورلیان، امپراتور وقت روم درصدد لشکرکشی به گل بود و هنگامی که او با سپاهیانش در ۲۷۴ به آنجا رسید، تتریکوس پنهانی به دیدار او رفت و عهدنامه‌ای را با او امضا نمود. او سپس با شروع نبرد شالون سپاهیانش را ترک گفت و در نتیجه ارتش روم به پیروزی رسید. اورلیان سپس تتریکوس را وادار کرد تا او را در رژهٔ پیروزمندانه‌اش همراهی نماید. اما پس از آن او را بخشید و به فرمانداری جنوب ایتالیا منصوب نمود.